# 江戸川区立南葛西第三小学校
江戸川区立南葛西第三小学校（えどがわくりつ みなみかさいだいさんしょうがっこう）は、東京都江戸川区南葛西5丁目にある公立小学校。

## 沿革
- 1989年（平成元年）
  - 2月1日 - 横平正昭校長（初代）就任。学校開設事務室を南葛西第二中学校に設置。
  - 4月1日 - 南葛西小学校より分離し、開校。
  - 4月5日 - 入校式挙行。
  - 4月6日 - 始業式と第1回入学式挙行。開校時点の児童数397名・学級数13。
  - 6月10日 - 遊び場制定。
  - 6月20日 - 校歌・校章制定。
  - 11月8日 - 開校と施設完成の両式典挙行。
- 1990年（平成2年）10月9日 - この日（10月9日）を開校記念日に制定。
- 1992年（平成4年）3月31日 - ピロティーの一部を図工室、図工準備室、視聴覚室に改装。
- 1993年（平成5年）3月31日 - 3階旧図工室及び準備室を普通教室2室に改修。
- 1994年（平成6年）3月31日 - 2階第2図書室を普通教室2室に改修。
- 1995年（平成7年）4月19日 - 万葉庭園落成式典挙行。
- 1999年（平成11年）10月21日 - 開校10周年記念式典挙行。
- 2005年（平成17年）4月1日 - ゆりのき学級（通級指導学級）開設。同日、すくすくスクール開設。
- 2009年（平成21年）10月23日 - 開校20周年記念式典挙行。
- 2015年（平成27年）4月1日 - 東京都「オリンピック・パラリンピック教育推進校」指定。
- 2016年（平成28年）4月1日 - 通級学級（言語）ことばの教室開級。
- 2018年（平成30年）4月1日 - 特別支援教室（ゆりのき）巡回指導開始。
- 2019年（令和元年）11月22日 - 開校30周年記念式典挙行。
- 2020年（令和2年）4月1日 - 東京都「オリンピック・パラリンピック教育アワード校」指定。

## 教育目標
- ○確かな学力
- ○豊かな心
- ○健やかな体

## 通学区域
出典
- 江戸川区
  - 南葛西5丁目（1番～9番・17番・18番）
  - 臨海町5丁目（全域）

## 進学先中学校
出典
- 江戸川区立南葛西第二中学校

## 周辺
- 江戸川区立南葛西第二中学校 - 江戸川区道をはさんで、敷地が隣接。かつ、主な進学先中学校でもある。
- 都営南葛西五丁目アパート - 江戸川区道をはさんで、敷地が隣接。
- 社会福祉法人えどがわ 南葛西おひさま保育園 - 江戸川区道をはさんで、敷地が隣接。かつ、進級前保育園のひとつ。
- 江戸川区立臨海町五丁目児童遊園 - 江戸川区道をはさんで、敷地が隣接。
- 都営臨海町五丁目アパート
- 東京都道318号環状七号線
- 国道357号線
- 首都高速道路湾岸線
  - 葛西出入口
- 江戸川区立葛西五丁目公園
- 旧江戸川
- なお、上述の都営アパート以外のアパート・マンションも点在するほか、国道357号・首都高湾岸線の南側には葛西臨海公園もある。

## アクセス
- 都営バス
  - 「葛西21」・「西葛26」の各系統で、「南葛西第三小学校前」停留所より、
    - 「1番のりば」（船堀駅行・葛西駅行）から、徒歩約65m・約1分。
    - 「2番のりば」（葛西臨海公園駅行）から、徒歩約205m・約3分（バス停から学校敷地までの直線距離は約90m程だが、校門個所の関係で距離が延びる）。

  - 「コーシャハイム南葛西」停留所より、
    - 「葛西21」・「西葛26」の各系統で、「1番のりば」（葛西臨海公園駅行）から、徒歩約110m・約2分（バス停から校門まで直線距離は約30m程だが、横断歩道設置個所の関係で遠回りとなる）。なお、葛西臨海公園駅行で来る場合は、「コーシャハイム南葛西」停留所で下車した方が近い。
    - 「葛西21」・「西葛26」の各系統で、「3番のりば」（船堀駅行・葛西駅行）から、徒歩約115m・約2分。
    - 「臨海28-2」系統で、「2番のりば」（葛西駅前行）から、徒歩約100m・約2分（平日のみ運行で本数は少ない）。